# Irene Kral
Irene Kral (Chicago, 18 januari 1932 – Encino (Los Angeles), 15 augustus 1978) was een Amerikaans jazz-zangeres, met een voorkeur voor ballads. Enkele van haar albums worden als klassiekers beschouwd.

## Biografie
Kral, een zuster van jazzpianist en zanger Roy Kral, begon als zangeres professioneel te werken toen ze tiener was, bij de bigband van Jay Burkhardt. Ze zong daarna bij enkele bands, waaronder die van Woody Herman. In de periode 1954-1955 was ze lid van de zanggroep The Tattletales, waarin ze zong en drumde. Columbia Records bracht van de groep drie singles uit, die weinig deden. Eind jaren vijftig kwam ze dankzij inspiratiebron en vriendin Carmen McRae terecht bij de band van Maynard Ferguson, waar ze twee jaar werkte en waarmee ze een album maakte. Bij Ferguson ontmoette ze haar latere echtgenoot, trompettist Joe Burnett, met wie ze twee kinderen zou krijgen.  In 1959 zong ze regelmatig in de Steve Allen Show, kreeg daarop een platencontract en nam een album op met songs geschreven door Allen. Ze maakte een plaat met Herb Pomeroy en werkte met cool jazz-musicus Shelly Manne. Hierna begon ze een solocarrière en werkte in de jaren zestig met Buddy Collette en Laurindo Almeida. Een album van Almeida waarop ze zong won in 1964 een Grammy. Pas in de jaren zeventig nam ze weer regelmatig op. Enkele platen die ze toen maakte worden beschouwd als klassiekers, zoals "Where Is Love" en twee albums die werden genomineerd voor een Grammy: "Kral Space" en "Gentle Rain".  Op twee platen, "Where Is Love" en haar laatste, "The Gentle Rain" wordt ze uitsluitend begeleid door pianist Alan Broadbent. 
In de laatste jaren worstelde ze met gezondheidsproblemen: ze had borstkanker en is aan de gevolgen daarvan op 46-jarige leeftijd overleden.
In 1995 gebruikte regisseur Clint Eastwood muziek van haar in zijn film The Bridges of Madison County.

## Discografie (selectie)
- The Band and I (met Herb Pomeroy), Capitol, 1958
- Better Than Anything, Ava, 1963
- Where Is Love, Choice, 1974
- Kral Space, Catalyst Records, 1977
- The Gentle Rain, Choice, 1977
- Live, (opnames 1977), Just Jazz, 1995
- You Are There (radio-opnames 1977), Audiophile Records, 1999
- Just For Now (live-opnames), Jazzed Media, 2004
- Second Chance (live-opnames 1975), Jazzed Media, 2010